# Volvox
Volvox je rod zelenih algi iz reda Volvocales. Kolonijalna je alga unutar koje može biti i do 50.000 stanica. Živi u različitim slatkovodnim staništima, a otkrio ju je Antonie van Leeuwenhoek 1700. Razvila je kolonijalni način života prije oko 200 milijuna godina.

## Izgled
Kolonija je okruglog ili elipsoidnog oblika. Veličina joj varira između 350 i 500 mikrometara. Sastavljena je od 500 do 50.000 stanica smještenih po rubovima ekstracelularnog matriksa, oblikujući šuplju kuglu. Stanice su međusobno povezane tankim citoplazmatskim nitima koje omogućuju koloniji da se koordinirano kreće. Na gornjem dijelu kolonije očne pjege kod stanica su rasprostranjenije, a to im pomaže da se kreću prema svjetlu. 
Svaka stanica je jajolikog, okruglog ili zvjezdastog oblika, ima dva biča koji služe za kretanje u vodi, dvije kontraktilne vakuole koje izbacuju suvišnu vodu upijenu osmozom, crvenu očnu pjegu, te jedan veliki kloroplast. Unutar kloroplasta nalazi se bjelančevinasto područje pirenoid, koje, zahvaljujući enzimu rubisco, sudjeluje u stvaranju škroba prilikom fotosinteze. 

## Razmnožavanje
Volvox se može razmnožavati spolno i nespolno. 

### Nespolno razmnožavanje
Unutar Volvoxa nalazi se još nekoliko manjih kružnica. To su "kćeri" kolonije, koje se nazivaju gonade. Gonade rastu iz stanica oko "ekvatora" kolonije. Povećavaju se i nekoliko puta se dijele dok ne oblikuju malu loptu. 

### Spolno razmnožavanje
Kao i kod nespolnog razmnožavanja, posebne stanice smještene su oko "ekvatora". One se formiraju u zametne stanice. Muške i ženske kolonije oblikuju različite zametne stanice. Spermiji nastaju diobom, dok se jajne stanice ne dijele, već se povećaju. Većina vrsta ima muške i ženske kolonije, dok su kod nekih dvospolne, te stvaraju i muške i ženske spolne stanice. Nakon oplodnje, oplođena jajna stanica stvara oko sebe teški zaštitni omotač. Tako preživljava i najteže zimske uvjete.

## Vanjske poveznice
- Youtube - video zapis